# 好花红镇
好花红镇，是中华人民共和国贵州省黔南布依族苗族自治州惠水县下辖的一个乡镇级行政单位。
2014年2月14日，贵州省人民政府批复同意惠水县部分乡镇行政区划调整，新设置的好花红镇辖原三都镇、好花红乡、甲戎乡，镇人民政府驻三都村。

## 行政区划
好花红镇下辖以下地区：
三都村、百鸟河村、平地村、上衙村、金田村、栗木村、小龙村、九门村、甲戎村、河坝村、青河村、枇杷村、青滕村、吉安村、龙上村、翁金村、水源村、新门村、崇学村、满玉村、兴涟村、三联村、好花红村、幺关村、石头关村、清水村、弄苑村和六马村。